# توماس فينك (فيزيائي)
توماس فينك (بالإنجليزية: Thomas Fink)‏ هو فيزيائي بريطاني، ولد في 25 فبراير 1972 في نيويورك في الولايات المتحدة.